# Saint-Georges-sur-Eure
Saint-Georges-sur-Eure là một xã của tỉnh Eure-et-Loir, thuộc vùng Centre-Val de Loire, miền bắc nước Pháp.